# Scrobigera staudingeri
Scrobigera staudingeri är en fjärilsart som beskrevs av Charles Oberthür 1894. Scrobigera staudingeri ingår i släktet Scrobigera och familjen nattflyn. Inga underarter finns listade.